# 比利列卡足球會
比利列卡足球會（Billericay Town Football Club）是一支位於英格蘭比勒里基的職業足球會，目前於英格蘭足球依斯米安聯賽超聯組角逐。比利列卡足球會是 2 支奪得足总瓶的其中 1 支球隊
比利列卡足球會建立於1880年。

## 外部連結
- Official website （页面存档备份，存于）
- Billericay Town Unofficial （页面存档备份，存于）
  - Forums （页面存档备份，存于）
- Billericay Town Ladies F.C. （页面存档备份，存于）
- Billericay Town Colts F.C. （页面存档备份，存于）
- Independent Supporters Facebook Page
- Norwegian Blues – Official Billericay Town Supporters Club of Norway （页面存档备份，存于）
- NonLeague UK – Billericay Town F.C. forum （页面存档备份，存于）
- Brentwood Gazette – Billericay Town F.C. page
- Twitter
  - BTFC Unofficial （页面存档备份，存于）
  - Billericay Town F.C. （页面存档备份，存于）
  - Billericay Town Ladies （页面存档备份，存于）
  - The STAFF Project （页面存档备份，存于）
  - Billericay Town F.C. Norwegian Supporters （页面存档备份，存于）
  - Billericay Town F.C. Under 18's （页面存档备份，存于）
  - Billericay Town U7's （页面存档备份，存于）